# Annette Van Zylová
Annette Van Zylová, provdaná du Plooyová (* 25. září 1943 Pretoria) je bývalá jihoafrická tenistka. Její nejvyšším umístěním ve světovém žebříčku bylo šesté místo. Hrála semifinále ve dvouhře na Australian Open 1965 a French Open 1967 a 1968, spolu s Pat Walkdenovou byly finalistkami ženské čtyřhry na French Open 1967 a s Frew McMillanem vyhráli smíšenou čtyřhru v Paříži v roce 1966. V letech 1964 až 1976 hrála za fedcupový tým Jihoafrické republiky s nímž postoupila do čtvrtfinále Poháru Federace v letech 1964, 1965, 1967, 1968 a 1976. V roce 1970 se stala profesionální hráčkou.

## Tituly

### Dvouhra
- 1968 Natal Championship
- 1968 International Swiss Championship
- 1968 Swiss Open
- 1968 German Open
- 1968 Kitzbühel
- 1975 South African Open

### Čtyřhra
- 1965 Rome Masters
- 1966 Rome Masters
- 1968 German Open
- 1976 Kent Championships

### Mix
- 1966 French Open